# Emilio Arbaizar
Emilio Arbaizar Oregui (Miranda de Ebro, Burgos, España, 1 de abril de 1932-Vitoria, España, 6 de julio de 2017) fue un futbolista español que jugaba como delantero.

## Trayectoria

### Como jugador
Comenzó a jugar en el C. D. Mirandés en la Tercera División en la temporada 1951-52.[cita requerida] Allí disputó otra campaña antes de fichar por el Deportivo Alavés. Con el equipo vitoriano consiguió un ascenso a Primera División en la campaña 1953-54 Su debut en la categoría se produjo el 13 de febrero de 1955 en la derrota por 4-1 frente al Real Madrid C. F. en el estadio de Chamartín, mientras que su primer gol lo anotó en Mendizorroza en la victoria por 3-0 ante el Real Valladolid C. F. Tras el descenso a Segunda División permaneció dos temporadas más en el equipo.
En la campaña 1958-59 fichó por el Real Oviedo, recién ascendido a Primera División, donde jugó por última vez en la categoría. En la siguiente, se incorporó al Real Gijón y tras dos temporadas, fichó por el Cartagena F. C., donde permaneció una sola campaña. Su última temporada en activo, la 1962-63, la disputó en las filas del Mirandés en Tercera División, donde además tuvo que ejercer como entrenador durante cinco partidos.

### Como entrenador
Tras su experiencia como entrenador-jugador en la temporada 1962-63, volvió a hacerse cargo del C. D. Mirandés durante catorce partidos en la temporada 1964-65, tras obtener el título oficial de entrenador. Posteriormente, pasó también por los banquillos del Club Haro Deportivo y del C. D. Vitoria.[cita requerida]

## Clubes
| Club             | País   | Año       |
| ---------------- | ------ | --------- |
| C. D. Mirandés   | España | 1951-1953 |
| Deportivo Alavés | España | 1953-1958 |
| Real Oviedo      | España | 1958-1959 |
| Real Gijón       | España | 1959-1961 |
| Cartagena F. C.  | España | 1961-1962 |
| C. D. Mirandés   | España | 1962-1963 |